# Valentine Alaqui
Valentine Alaqui est une actrice française de théâtre, cinéma et de séries télévisées. Elle est notamment connue pour ses rôles dans les séries policières françaises Petits meurtres en famille et Les Petits Meurtres d'Agatha Christie, ainsi que dans Illettré, un téléfilm de Jean-Pierre Améris, avec Annie Cordy. 

## Biographie
Titulaire d'un DEC en arts visuels au sein du département des arts visuels du Cegep du Vieux-Montréal, 2004-2005, Valentine Alaqui a étudié l'art dramatique et la danse dans plusieurs établissements au Canada et en France, dont l’École supérieure d'art dramatique du Théâtre National de Strasbourg de 2007 à 2010 , l’École nationale de cirque de Montréal de 1999 à 2003,  l’École supérieure de ballet de Québec, à l'Académie de danse de Tessa Beaumont et aux Ateliers de danse moderne de Montréal.
Artiste plasticienne, elle a commencé à exposer ses œuvres en 2017. 

## Théâtre
- 2004 : Maison de poupée de H. Ibsen ; mise en scène de Magali Renoire
- 2010-2011 : Funérailles d’hiver de H. Levin ; mise en scène de Maëlle Poésy
- 2011 : Jojo le récidiviste de J. Danan ; mise en scène de Joël Jouanneau et Delphine Lamand.
- 2011-2014  : L'Idiot d’après Fiodor Dostoïevski ; mise en scène de Laurence Andreini[5].
- 2011-2013 : PinKpunK CirKus de J. Jouanneau ; mise en scène de Joël Jouanneau et Delphine Lamand.
- 2012-2014 : Lost in the supermarket, comédie musicale de P. Malone : mise en scène de Laurent Vacher.
- 2013 : Le Projet Beat de L. Giappiconi ; mise en lecture de Charlotte Lagrange.
- 2013-2016 : Tête Haute de J. Jouanneau ; mise en scène de Cyril Teste / Collectif MxM[6],[7],[8].
- 2014-2015 : Petit Eyolf de H. Ibsen ; mise en scène de Julie Berès[9],[10].
- 2015-2016 : Des mots pour se dire,  ouvrage collectif ; mise en scène de Marylin Pape.
- 2016-2017 : Nobody, d’après F. Richter ; mise en scène de Cyril Teste avec le Collectif MxM [11],[12].
- 2018-2019 : Dormir cent ans ; texte et mise en scène de Pauline Bureau[13].
- 2018 : Désirer tant ; texte et mise en scène de Charlotte Lagrange. Collaboration à la mise en scène[14],[15].
- 2018-2019 : Soleil blanc, d'après J. Jouanneau ; mise en scène de Julie Berès[16].
- 2019 : À titre provisoire ; texte et mise en scène de Charlotte Lagrange.
- 2019-2020 : L'Araignée, texte et mise en scène de Charlotte Lagrange ; collaboration à la mise en scène [17].
- 2019-2020 : Correspondance passionnée d'après Anaïs Nin et Henry Miller ; mise en lecture Laurence Andréini-Allione.
- 2020 : Je me suis assise et j'ai gobé le temps, de et mis en scène par Laurent Cazanave[11].
- 2020-2021 : On purge bébé de Georges Feydeau ; mise en scène d'Émeline Bayart. (tournée nationale) [18],[19],[20],[21],[22]
- 2020 : Hansel et Gretel d'Alice Zeniter et mis en scène par elle-même.

## Filmographie

### Cinéma
- 2017 : Grand Froid de Gérard Pautonnier : la serveuse

### Télévision
- 2006 : Petits meurtres en famille d'Edwin Baily : Suzanne la servante [23]
- 2006 : Le Bureau de Nicolas et Bruno
- 2012 :  Le Cerveau d'Hugo, téléfilm de Sophie Révil : Capucine [24]
- 2013 : Les petits meurtres d'Agatha Christie[23] : Violette Lebrun
- 2017 : Héroïnes (série télévisée) d'Audrey Estrougo
- 2018 : Illettré de Jean-Pierre Améris : Solène
- 2019 : A l'intérieur de Vincent Lannoo : Olivia Claudel [23]

## Doublage
- Depuis 2013 : Le Village de Dany, série d'animation : Hou le hibou